# Yob-Yob
Yob-Yob est un village de la Région du Littoral du Cameroun, situé dans la commune de Ndom. 

## Population et développement
En 1967, la population de Yob-Yob était de 144 habitants, essentiellement des Babimbi du peuple Bassa. La population de Yob-Yob était de 424 habitants dont 202 hommes et 222 femmes, lors du recensement de 2005. 